# Casa de la viuda de Samuel Salama
La Casa de la Viuda de Samuel Salama es un edificio modernista situada en la calle General Villalba del Ensanche Modernista la ciudad española de Melilla que forma parte del Conjunto Histórico Artístico de la Ciudad de Melilla, un Bien de Interés Cultural.

## Historia
Fue construida en 1916 según diseño del ingeniero militar Emilio Alzugaray.

## Descripción

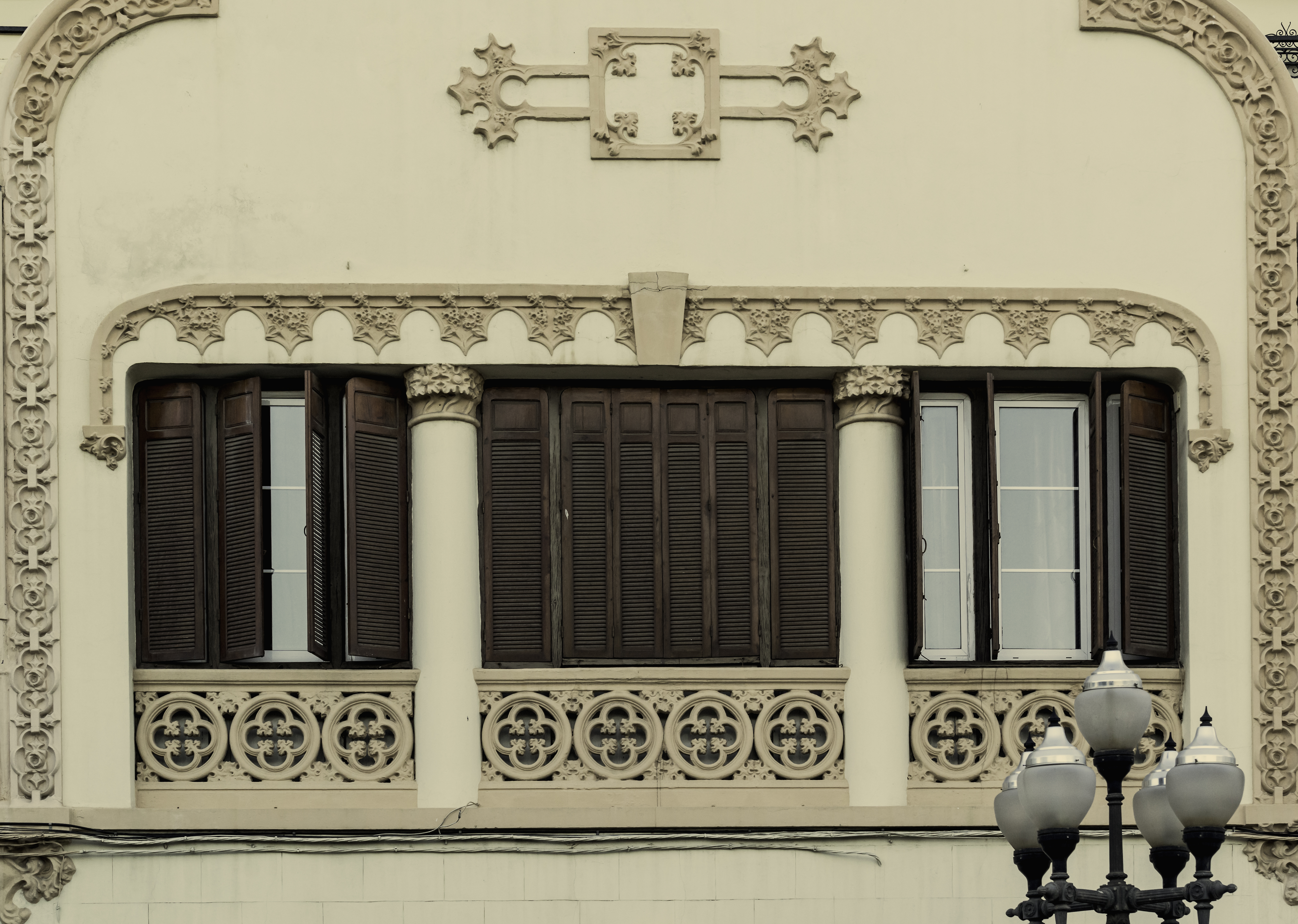
Ventanal con moldura sobre dintel y parapeto de tracería.

El edificio está construido con paredes de mampostería de piedra local y ladrillo macizo, bovedillas del mismo ladrillo para los techos y vigas de hierro para la cubierta a dos aguas. Consta de planta baja, principal y una retranqueada. Su fachada principal tiene una graciosa composición: unos bajos con vanos con molduras sobre sus dinteles y una planta principal con un ventanal —con una larga moldura sobre su dintel y un parapeto de tracería— separado por columnas de capiteles florales y flanqueado por balconadas con rejerías sobre los que se sitúan molduras exentas y culminada todo por coronamientos triangulares con cenefas.